# Dana Vespoli
Christa Walker (San Francisco, California; 22 de septiembre de 1972), más conocida como Dana Vespoli, es una actriz pornográfica y directora estadounidense, ganadora de un Premio AVN (considerados los Oscar del porno).

## Biografía
Vespoli ganó el Bachelor of Arts, en literatura comparada en la universidad donde fue también cocapitana del equipo de remo Varsity Rowing team, gracias a esto proviene su nombre "Vespoli", que es una famosa marca de remos, y a los veintinueve años ingresó a la industria del porno.
Entró en la industria pornográfica en 2003.
En 2007 es premiada en los "Adam Film World Guide", como directora del año.
Hasta la actualidad, ha rodado más de 690 películas.

### Vida personal
Estuvo casada desde el 2005 al 2012 con el actor porno Manuel Ferrara. Después del divorcio, se desconoce su vida privada.

## Filmografía parcial
- A2M # 4
- Anal Driller # 3
- Ass Obsessed # 2
- Ass Slaves # 2
- Assficianado # 5
- ATM Machine # 4
- 'Azz Fest # 3
- Chica Boom # 25
- Deep Throat This # 15
- Desperate Mothers And Wives # 4
- From Her Ass To Her Mouth
- Gang Bang Auditions # 13
- Interracial Cum Swappers
- Passion Of The Ass # 1
- Peter North's Pov # 10
- Service Animals # 16
- Tough Love # 2
- Ultimate Asses # 3
- White Guy's POV # 3

## Premios y nominaciones de la industria erótica
| Año  | Premio                      | Categoría                                      | Resultado |
| ---- | --------------------------- | ---------------------------------------------- | --------- |
| 2017 | Premio XBIZ                 | Mejor actriz en película lésbica               | Ganadora  |
| 2015 | Premios AVN                 | Best Transsexual Sex Scene (junto a Venus Lux) | Ganadora  |
| 2007 | Adam Film World Guide Award | Directrix Of The Year                          | Ganadora  |
| 2005 | Premios AVN                 | Best New Starlet                               | Nominada  |